# Steven Jahn
Steven Jahn (* 15. Juli 1989 in Luckenwalde) ist ein deutscher Fußballspieler, ehemaliger Journalist und Unternehmer.

## Karriere
Geboren und aufgewachsen ist Steven Jahn in Luckenwalde südlich von Berlin. Beim heimischen FSV 63 Luckenwalde begann er mit dem Fußballspielen und wechselte von dort 2002 in die Jugendabteilung des 1. FC Union Berlin. Dort durchlief der Nachwuchsstürmer die Jugendmannschaften bis hinauf zur U19, mit der er 2008 den Aufstieg in die A-Junioren-Bundesliga erreichte. Er selbst wurde in der Saison mit 19 Treffern Torschützenkönig der A-Jugend-Regionalliga Nord-Ost.
Nach dem Wechsel in den Seniorenbereich feierte er bereits am ersten Spieltag der Drittliga-Saison 2008/09 gegen die zweite Mannschaft des FC Bayern München sein Debüt, als er in den Schlussminuten eingewechselt wurde. Er kam aufgrund vieler Verletzungen nur noch auf fünf weitere Kurzeinsätze in der 3. Liga und erreichte am Ende der Saison mit Union den Aufstieg in die 2. Bundesliga. Im Berliner Pokal war er mit drei Toren in sechs Spielen sogar maßgeblich am Gewinn des Wettbewerbs beteiligt. In der Zweitliga-Saison 2009/2010 wurde er nicht eingesetzt und zur Winterpause zudem aus dem Kader genommen. Stattdessen wurde er überwiegend in der Reservemannschaft in der Berlin-Liga eingesetzt, mit der ihm der Aufstieg in die Oberliga Nordost gelang.
Nach dem Aufstieg wechselte Jahn zur TSG Neustrelitz, für die er in der Oberliga-Saison 2010/11 wegen eines dreifachen Bänderrisses im Sprunggelenk und eines Sehnenrisses im Finger nur 15 Spiele (ein Tor) absolvierte. Die darauf folgende Saison wechselte er ligaintern zum Brandenburger SC Süd 05. Nach der Hinrunde, in der er in elf Spielen fünf Tore schoss, erkrankte der Offensivspieler am Epstein-Barr-Virus und musste nach monatelanger Krankheit seine Karriere beenden.
Mitte 2012 begann Jahn als Journalist beim Berliner Kurier zu arbeiten. Erst absolvierte er ein zweijähriges Volontariat beim täglichen Boulevard-Blatt, anschließend war er noch zwei Jahre als Redakteur für den Kurier im Einsatz. Am 31. Mai 2016 beendete er seine Arbeit als Journalist. Seitdem trainiert er für eine Rückkehr in den Profi-Fußball. Dafür schloss er sich unter anderem TuS Sachsenhausen an. Für den Brandenburgligisten absolvierte Jahn nach über viereinhalb Jahren ohne Pflichtspieleinsatz die letzten vier Partien der Saison 2015/16 und erzielte dabei einen Treffer. In der anschließenden Spielzeit 2016/17 bestritt Jahn für den TuS die Hinrunde und absolvierte weitere 13 Partien.
Zum 31. Dezember 2016 beendete er sein Arrangement bei Sachsenhausen. Im Januar 2017 war Jahn vereinslos, trainierte aber bei Linfield FC in Belfast mit. Ein Wechsel zum nordirischen Rekordmeister kam aus organisatorischen Gründen vorerst allerdings nicht zustande. Kurz vor dem Ende der Wintertransferfrist schloss sich Jahn Viertligist FSV 63 Luckenwalde an. Bei seinem Heimatverein unterschrieb er einen Vertrag bis zum Ende der Regionalliga-Spielzeit 2016/17.
Für den FSV 63 bestritt Jahn acht Regionalliga-Spiele (zwei Torvorlagen) und eine Partie im Brandenburg-Pokal. Ende April verletzte er sich bei der Erwärmung vor dem Liga-Duell gegen den Berliner AK und riss sich drei Bänder im linken Sprunggelenk. Rund vier Wochen später gehörte Jahn dann aber trotzdem überraschend schon wieder zum Aufgebot der Luckenwalder beim AOK-Landespokal-Endspiel in Cottbus gegen den FC Energie. Die Partie verlor er mit dem FSV allerdings 0:2. Zum Einsatz kam Jahn dabei aber nicht, weil er sich bei der Erwärmung erneut schwer am linken Sprunggelenk verletzte. Seinen auslaufenden Vertrag verlängerte er im Anschluss ebenfalls nicht bei den Kreisstädtern. Seit dem 1. Juli 2017 war er vereinslos, durch seine monatelange Sprunggelenksverletzung kam ein Wechsel im Sommer 2017 zu Linfield FC erneut nicht zustande.
Mehrere Monate arbeitete er erneut an einer Rückkehr. Zu einem Comeback auf dem Rasen in höherklassigen Ligen kam es aber bisher nicht. Stattdessen unterschrieb er im August 2018 bei Berlin City Futsal, einem Futsal-Verein aus der deutschen Hauptstadt. Der Klub spielt in der NOFV-Futsal-Liga, der höchsten Spielklasse Deutschlands. Gleich in seinem ersten Erstliga-Spiel für Berlin City Futsal erzielte Jahn vier Treffer. In seinem zweiten und auch schon letzten Spiel im November 2018 schoss er ein weiteres Tor.
Im September 2019 schloss sich Jahn dem SV Kickers Hirschgarten an, einem Berliner Bezirksliga-Klub aus Köpenick.

## Zoccer
Am 13. September 2017 gründete Steven Jahn mit einem Geschäftspartner das Fußball-Unternehmen „Zoccer“. Am 22. September 2017 ging die Webseite mit Shop online. Neben Freizeit- und Sportbekleidung, Trainingsmaterialien und Fußballcamps bietet Jahn mit „Zoccer“ auch tägliches Personaltraining für Kinder und Erwachsene an. Außerdem veranstaltet er mit seiner Firma Fußball-Turniere und Fußball-Events.

## Titel / Erfolge
- Torschützenkönig A-Jugend-Regionalliga Nord/Nordost mit 19 Toren 2008
- Aufstieg in die A-Jugend-Bundesliga 2008
- Aufstieg in die 2. Bundesliga 2009
- Aufstieg in die Oberliga Nordost 2010